# 調布郵便局
調布郵便局（ちょうふゆうびんきょく）は東京都調布市にある郵便局である。民営化前の分類では集配普通郵便局であった。局番号は01149。

## 概要
住所：〒182-8799 東京都調布市八雲台2-6-1

### 併設施設
- ゆうちょ銀行調布店（本店調布出張所）：取扱店番号011490

## 沿革
- 1872年8月4日（明治5年7月1日） - 布田五宿郵便取扱所として開設[1]。
- 1873年（明治6年） - 下布田郵便取扱所に改称[1]。
- 1875年（明治8年）1月1日 - 下布田郵便局（五等）となる[1]。
- 1883年（明治16年）8月7日 - 上石原郵便局に移転改称[1]。
- 1885年（明治18年）12月1日 - 貯金預所を設置[1]。
- 1890年（明治23年）4月1日 - 為替取扱所を設置[1]。
- 1892年（明治25年）6月16日 - 布田郵便局に移転改称[1]。
- 1899年（明治32年）12月1日 - 小包の取扱を開始。
- 1913年（大正2年）9月11日 - 調布郵便局に改称。
- 1956年（昭和31年）11月1日 - 電話通話および和文電報受付事務の取扱を開始[2]。
- 1957年（昭和32年）5月20日 - 調布市上布田町から、同市小島町に局舎を新築、移転。
- 1966年（昭和41年）11月21日 - 調布市小島町から、同市国領町に局舎を新築、移転。
- 1998年（平成10年）9月1日 - 外国通貨の両替および旅行小切手の売買に関する業務取扱を開始。
- 2007年（平成19年）10月1日 - 民営化に伴い、併設された郵便事業調布支店、ゆうちょ銀行調布店に一部業務を移管。
- 2012年（平成24年）10月1日 - 日本郵便株式会社発足に伴い、郵便事業調布支店を調布郵便局に統合。
- 2016年（平成28年）7月25日 - ゆうゆう窓口の24時間営業を廃止。

## 取扱内容

### 調布郵便局
- 郵便、印紙、ゆうパック、内容証明
- 生命保険、バイク自賠責保険、自動車保険、がん保険、引受条件緩和型医療保険
- 調布市内の集配業務。尚、ポスト取集は調布市内の大部分と狛江市内の大部分を担当する。（調布市内の一部のポスト取集は三鷹郵便局が、狛江市内のうち狛江郵便局前ポストは狛江郵便局が担当）
- ゆうゆう窓口

### ゆうちょ銀行調布店
- 貯金、貸付、為替、振替、振込、国際送金、外貨両替、国債、投資信託、変額年金保険
- ATM

## 周辺
- 調布警察署
- 東京慈恵会医科大学

## アクセス
- 京王電鉄京王線 国領駅（北口）から徒歩約8分
- 小田急バス 国領駅停留所下車
- 中央自動車道 調布ICから東へ約2km
- 国道20号（甲州街道）沿い
- 駐車場あり：17台